# Brandaris
Le Brandaris est une colline de  241 mètres d'altitude à Bonaire, dont il constitue le point culminant, dans les Caraïbes néerlandaises.
Il se trouve au sein du Washington Slagbaai National Park, à proximité de l'extrémité nord-ouest de l'île. Le lieu est sous supervision de l'autorité de gestion de l'environnement locale, STINAPA Bonaire.
Il n'y a pas de consensus sur l'origine du nom.